# Lycosa fernandezi
Lycosa fernandezi är en spindelart som först beskrevs av F. O. Pickard-Cambridge 1899.  Lycosa fernandezi ingår i släktet Lycosa och familjen vargspindlar.
Artens utbredningsområde är Juan Fernández-öarna. Inga underarter finns listade i Catalogue of Life.